# 小尖囊兰
小尖囊兰（学名：Kingidium taeniale），为兰科尖囊兰属下的一个植物种。